# Comune di Trehøje
Il comune di Trehøje, fino al 1º gennaio 2007 è stato un comune danese situato nella contea di Ringkjøbing. Il comune aveva una popolazione di 9 929 abitanti (2005) e una superficie di 296 km². Capoluogo era la cittadina di Vildbjerg.
Dal 1º gennaio 2007, con l'entrata in vigore della riforma amministrativa, è stato soppresso e accorpato, insieme ai comuni di Aaskov e Aulum-Haderup al riformato comune di Herning.